# Riemko Holtrop
Riemko Meindert Holtrop (Hengelo, 14 november 1914 - Delden, 13 februari 1996) was een Nederlands beeldend kunstenaar.

## Leven en werk
Holtrop werd als beeldend kunstenaar van 1932-1935 opgeleid aan de Academie voor Beeldende Kunsten in Rotterdam. In 1939 studeerde hij aan de Académie de la Grande Chaumière in Parijs en in 1941 aan de Academie Kunstoefening Arnhem. Hij was een leerling van onder anderen Herman Mees, David Bautz, Antoon Derkzen van Angeren en van Gijs Jacobs van den Hof. Holtrop bekwaamde zich op een breed vlak van de beeldende kunst. Hij was onder meer beeldhouwer, schilder, tekenaar, graficus en monumentaal kunstenaar. Zelf was hij de leermeester van Wim Bos, Bas Kleingeld, Wim van Oostrom, Annemiek Punt en Jozef de Bot. Samen met kunstenaars als Ben Akkerman, Jan Broeze, Johan Haanstra en vader en zoon Folkert Haanstra richtte hij in 1945 De Nieuwe Groep op. Naast zijn werk als beeldend kunstenaar publiceerde Holtrop ook over beeldende kunst. Zijn werk werd meerdere malen in Nederlandse musea geëxposeerd. Onder meer het Stedelijk Museum in Amsterdam en het Haags Gemeentemuseum hebben werk van Holtrop in hun collectie. Zijn sculptuur "de Schreeuw" is als oorlogsmonument geplaatst op het Ressingplein in Delden.
Holtrop trouwde in 1944 met de fluitiste Kitty Rijnveld.

## Monumentaal werk van Holtrop
- 1952 - gebrandschilderde ramen (ziekenfonds, Goor)
- 1953 - gebrandschilderd raam (scholengemeenschap Bataafse Kamp, Hengelo)
- 1956 - gebrandschilderd raam (Sociaal Fonds Textielnijverheid, Enschede)
- 1960/1963 - baksteenmozaïeken (stadhuis, Hengelo)
- 1964 - wandschildering en graffito (nutsschool, Delden)